# Balbino
Décimo Celio Calvino Balbino (en latín, Decimus Caelius Calvinus Balbinus, ca. 178 - 29 de julio de 238), más conocido en la historiografía romana como Balbino, fue un emperador romano desde el 22 de abril hasta el 29 de julio de 238.
Proveniente de una noble familia de la gens Celia, Balbino realizó una larga y exitosa carrera civil antes de ascender al trono. En 238, el Senado romano lo declaró coemperador junto a otro anciano senador, Pupieno, para oponerse a Maximino. Aunque este último fue derrotado rápidamente, surgieron serios desacuerdos entre los dos emperadores, quienes se aprovecharon de los descontentos pretorianos, para que finalmente estós últimos los terminaran asesinando noventa y nueve días después de ascender a la púrpura imperial.

## Biografía

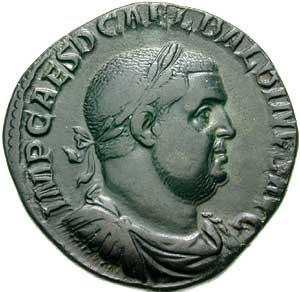
Sestercio de Balbino

Nació en torno al año 178. Pertenecía a la familia noble romana de los Celio y pasó una carrera administrativa normal. En 238 y a la edad de 60 años el senado le eligió como miembro del colegio encargado de defender Roma contra Maximino el Tracio quien había sido declarado enemigo público.
Tras la muerte de los Gordianos en África  el senado buscaba un nuevo emperador y designó a Balbino y a su compañero Pupieno. Sin embargo desde el principio hubo rivalidades entre los emperadores y debido a su impopularidad hubo motines y revueltas. Para aliviar la situación adoptaron al nieto de Gordiano I, el futuro Gordiano III como César y sucesor tras sólo unos pocos días en el poder.
Mientras que Pupieno se dirigió hacia el norte para buscar la decisión militar con Maximinio, Balbino se quedó en Roma para ocuparse de las tareas administrativas. 
El asesinato de Maximino por sus propias tropas durante el asedio de Aquilea no les ayudó mucho a mantenerse en el poder. Noventa y nueve días después de haber subido al trono imperial y ante la amenaza de ataques de germanos y partos sobre el territorio romano, los pretorianos los asesinaron durante una disputa entre ambos, ya que no estaban interesados en mantener a estos emperadores poco populares y de los que temían recortes en su propio poder.

## Sarcófago
El sarcófago de Balbino le ha valido a este emperador un lugar en la historia del arte imperial romano. Es de suponer que mientras ostentaba el título de emperador, Balbino mandó hacer un sarcófago de mármol para él y su esposa, cuyo nombre se desconoce. Descubierto en fragmentos cerca de la Vía Apia y restaurado, este es el único ejemplo de un sarcófago imperial romano de este tipo que ha sobrevivido. 
En la tapa hay figuras reclinadas de Balbino y su esposa. La figura del emperador también es un hermoso retrato de él. El sarcófago se guarda en una colección en el Museo di Pretastato, en las catacumbas de Pretextato, en el Parque de la Caffarella, cerca de la Vía Apia en Roma.
Aunque en los relatos de su reinado conjunto Balbino se enfatiza como el civil en contra de Pupieno el militar, en el lado del sarcófago se lo retrata en traje militar completo.